# Lucy Diakovska/Diskografie
Diese Diskografie ist eine Übersicht über die musikalischen Werke der deutschen Popsängerin Lucy Diakovska und ihrer Pseudonyme wie Lucy Licious. Ihre erfolgreichste Veröffentlichung ist die Autorenbeteiligung One Life (No Angels), die zum Top-20-Hit in Deutschland sowie zum Charthit in Österreich avancierte.

## Alben

### Studioalben
| Jahr | Titel Musiklabel                | Höchstplatzierung, Gesamtwochen, AuszeichnungChartplatzierungen (Jahr, Titel, Musiklabel, Platzierungen, Wochen, Auszeichnungen, Anmerkungen) | Höchstplatzierung, Gesamtwochen, AuszeichnungChartplatzierungen (Jahr, Titel, Musiklabel, Platzierungen, Wochen, Auszeichnungen, Anmerkungen) | Höchstplatzierung, Gesamtwochen, AuszeichnungChartplatzierungen (Jahr, Titel, Musiklabel, Platzierungen, Wochen, Auszeichnungen, Anmerkungen) | Anmerkungen                                              |
| Jahr | Titel Musiklabel                | DE | AT | CH | Anmerkungen                                              |
| ---- | ------------------------------- | --- | --- | --- | -------------------------------------------------------- |
| 2005 | The Other Side Edel Music (ERE) | DE84 (1 Wo.)DE | — | — | Erstveröffentlichung: 5. September 2005 als Lucy Licious |

## Singles

### Als Leadmusikerin
| Jahr | Titel Album                            | Höchstplatzierung, Gesamtwochen, AuszeichnungChartplatzierungen (Jahr, Titel, Album, Platzierungen, Wochen, Auszeichnungen, Anmerkungen) | Höchstplatzierung, Gesamtwochen, AuszeichnungChartplatzierungen (Jahr, Titel, Album, Platzierungen, Wochen, Auszeichnungen, Anmerkungen) | Höchstplatzierung, Gesamtwochen, AuszeichnungChartplatzierungen (Jahr, Titel, Album, Platzierungen, Wochen, Auszeichnungen, Anmerkungen) | Anmerkungen                                                                                     |
| Jahr | Titel Album                            | DE | AT | CH | Anmerkungen                                                                                     |
| ---- | -------------------------------------- | --- | --- | --- | ----------------------------------------------------------------------------------------------- |
| 2004 | Where –                                | DE60 (2 Wo.)DE | — | — | Erstveröffentlichung: 20. September 2004                                                        |
| 2005 | The Other Side                         | DE68 (2 Wo.)DE | — | — | Erstveröffentlichung: 15. August 2005 als Lucy Licious                                          |
| 2005 | Misunderstood The Other Side           | — | — | — | Erstveröffentlichung: 9. Dezember 2005 als Lucy Licious                                         |
| 2015 | Ja lubljú tebjá heißt Ich liebe dich – | — | — | — | Erstveröffentlichung: 9. Januar 2015 Original: Alexandra                                        |
| 2016 | Laufen durch die Stadt –               | — | — | — | Erstveröffentlichung: 1. Juli 2016                                                              |
| 2022 | Liebe ist alles –                      | — | — | — | Erstveröffentlichung: 11. Februar 2022 mit Bangerz & Marcella Rockefeller; Original: Rosenstolz |

### Als Gastmusikerin
| Jahr | Titel Album                                                      | Anmerkungen |
| ---- | ---------------------------------------------------------------- | --- |
| 2022 | Wer war nochmal Anika? Ku’damm 56 – Das Musical (Deluxe-Edition) | Erstveröffentlichung: 26. Mai 2022 Peter Plate & Ulf Leo Sommer feat. Lucy Diakovska; Original: David Jakobs & Ku’damm 56 Cast |

## Musikvideos
| Jahr | Titel                         | Regisseur(e)        |
| ---- | ----------------------------- | ------------------- |
| 2004 | Where                         | Hans Hammers Jr. II |
| 2005 | The Other Side                |                     |
| 2009 | Ich wart’ auf dich mein Prinz |                     |
| 2022 | Liebe ist alles               | Olaf Blecker        |

## Autorenbeteiligungen
Lucy Diakovska als Autorin für andere Musiker
| Jahr | Titel Album                          | Anmerkungen                                                        |
| ---- | ------------------------------------ | ------------------------------------------------------------------ |
| 2002 | Stay Now … Us!                       | Erstveröffentlichung: 24. Juni 2002 Interpretation: No Angels      |
| 2002 | Funky Dance When the Angels Swing    | Erstveröffentlichung: 2. Dezember 2002 Interpretation: No Angels   |
| 2003 | Confession Pure                      | Erstveröffentlichung: 25. August 2003 Interpretation: No Angels    |
| 2009 | One Life Welcome to the Dance        | Erstveröffentlichung: 21. August 2009 Interpretation: No Angels    |
| 2009 | Shut Your Mouth Welcome to the Dance | Erstveröffentlichung: 11. September 2009 Interpretation: No Angels |
| 2009 | Too Old Welcome to the Dance         | Erstveröffentlichung: 11. September 2009 Interpretation: No Angels |

Lucy Diakovska als Autorin in den Charts

| Jahr | Titel Album                   | Höchstplatzierung, Gesamtwochen, AuszeichnungChartplatzierungen (Jahr, Titel, Album, Platzierungen, Wochen, Auszeichnungen, Anmerkungen) | Höchstplatzierung, Gesamtwochen, AuszeichnungChartplatzierungen (Jahr, Titel, Album, Platzierungen, Wochen, Auszeichnungen, Anmerkungen) | Höchstplatzierung, Gesamtwochen, AuszeichnungChartplatzierungen (Jahr, Titel, Album, Platzierungen, Wochen, Auszeichnungen, Anmerkungen) | Anmerkungen                                                     |
| Jahr | Titel Album                   | DE | AT | CH | Anmerkungen                                                     |
| ---- | ----------------------------- | --- | --- | --- | --------------------------------------------------------------- |
| 2009 | One Life Welcome to the Dance | DE15 (8 Wo.)DE | AT29 (4 Wo.)AT | — | Erstveröffentlichung: 21. August 2009 Interpretation: No Angels |

## Sonderveröffentlichungen

### Lieder
| Jahr | Titel Album                                                            | Anmerkungen |
| ---- | ---------------------------------------------------------------------- | --- |
| 2007 | I Hate that I Love You The Power of Love                               | Erstveröffentlichung: 2007 Lubomir Diakovski feat. Lucy Diakovska                                                               |
| 2019 | Hole (Live) Ullmann & Gäste – Rokoko Rocks. Unplugged in Schwetzingen  | Erstveröffentlichung: 20. Dezember 2019 Stephan Ullmann feat. Lucy Diakovska                                                    |
| 2019 | Where (Live) Ullmann & Gäste – Rokoko Rocks. Unplugged in Schwetzingen | Erstveröffentlichung: 20. Dezember 2019 Stephan Ullmann feat. Lucy Diakovska                                                    |
| 2022 | Wer war nochmal Anika? Ku’damm 56 – Das Musical (Deluxe-Edition)       | Erstveröffentlichung: 24. Juni 2022 Peter Plate & Ulf Leo Sommer feat. Lucy Diakovska; Original: David Jakobs & Ku’damm 56 Cast |
| 2025 | Ich bin wie du Bunter Planet (Die Jubiläums-Edition)                   | Erstveröffentlichung: 14. März 2025 Marianne Rosenberg feat. Lucy Diakovska                                                     |

| Jahr | Titel Album                       | Anmerkungen                                            |
| ---- | --------------------------------- | ------------------------------------------------------ |
| 2004 | The Wish Your Stars for Christmas | Erstveröffentlichung: 2004 mit Ku-Ku Band              |
| 2005 | Chiquitita ABBA Mania             | Erstveröffentlichung: 25. November 2005 Original: ABBA |

| Jahr | Titel Soundtrack zu                                                | Anmerkungen                                                                                      |
| ---- | ------------------------------------------------------------------ | ------------------------------------------------------------------------------------------------ |
| 2009 | Ich wart’ auf dich mein Prinz Schneewittchen und die sieben Zwerge | Erstveröffentlichung: 8. Oktober 2009 Original: Adriana Caselotti – Some Day My Prince Will Come |
| 2010 | High on Life Hanni & Nanni                                         | Erstveröffentlichung: 18. Juni 2010                                                              |

### Videoalben
| Jahr | Titel Musiklabel                                           | Anmerkungen                                                                          |
| ---- | ---------------------------------------------------------- | ------------------------------------------------------------------------------------ |
| 2011 | Irgendwo in Berlin – Das Mini Musical Island Records (UMG) | Erstveröffentlichung: 23. September 2011 Teil von Wir sind am Leben (Deluxe-Edition) |

## Statistik

### Chartauswertung
Die folgenden Statistiken bieten eine Übersicht über die Charterfolge von Diakovska in den Album- und Singlecharts. Es ist zu beachten, dass bei den Singles nur Interpretationen, keine Autorenbeteiligungen berücksichtigt werden.
|                     | DE    | AT    | CH    |
| ------------------- | ----- | ----- | ----- |
| Nummer-eins-Alben   | DE—DE | AT—AT | CH—CH |
| Top-10-Alben        | DE—DE | AT—AT | CH—CH |
| Alben in den Charts | DE1DE | AT—AT | CH—CH |

|                       | DE    | AT    | CH    |
| --------------------- | ----- | ----- | ----- |
| Nummer-eins-Singles   | DE—DE | AT—AT | CH—CH |
| Top-10-Singles        | DE—DE | AT—AT | CH—CH |
| Singles in den Charts | DE2DE | AT—AT | CH—CH |